# Medinillaväxter
Medinillaväxter (Melastomataceae) är en familj gömfröväxter med cirka 4570 arter i 182 släkten. Familjen är i huvudsak tropisk till sin utbredning och flest arter förekommer i Sydamerika.
Familjen innehåller örter, buskar och träd, en del arter är klätterväxter och några få är epifytiska. De saknar stipler. Bladen är enkla, vanligen motsatta med det ena bladet i paret mindre än det andra, mer sällan kransställa eller strödda. Typiskt är de 1-5 nerverna som löper längs med huvudnerven. Blommorna sitter vanligen i vippor, klasar, flockar eller kvastar, mer sällan sitter blommorna ensamma eller i ax. Högbladen är ibland stora och praktfulla. Blommorna är tvåkönade och tre- till sextaliga med ståndare som ofta är dubbelt så många som kronbladen. Frukten är ett bär eller en kapsel.

## Bildgalleri

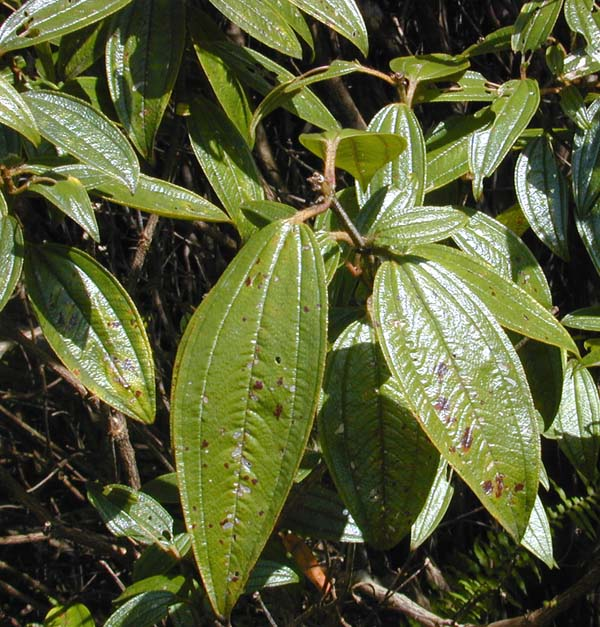
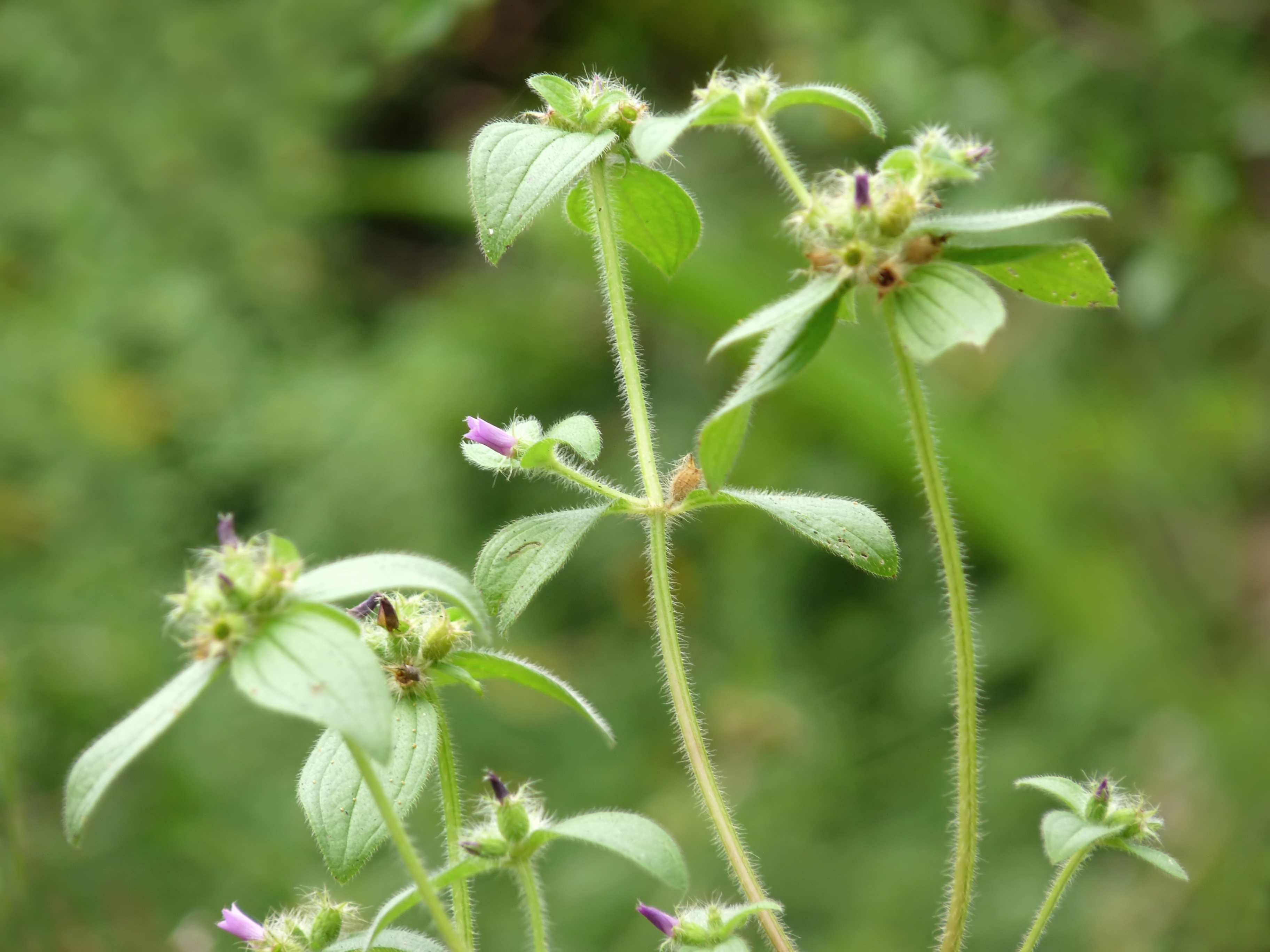

## Dottertaxa till Melastomataceae, i alfabetisk ordning[1]
- Acanthella
- Acinodendron
- Aciotis
- Acisanthera
- Adelobotrys
- Allomaieta
- Allomorphia
- Alloneuron
- Amphiblemma
- Anaectocalyx
- Anerincleistus
- Antherotoma
- Appendicularia
- Arthrostemma
- Aschistanthera
- Astrocalyx
- Astronia
- Astronidium
- Axinaea
- Axinandra
- Barthea
- Beccarianthus
- Behuria
- Bellucia
- Bertolonia
- Bisglaziovia
- Blakea
- Blastus
- Boyania
- Brachyotum
- Bredia
- Brittenia
- Bucquetia
- Calvoa
- Calycogonium
- Cambessedesia
- Castratella
- Catanthera
- Catocoryne
- Centradenia
- Centradeniastrum
- Centronia
- Chaetolepis
- Chaetostoma
- Chalybea
- Charianthus
- Cincinnobotrys
- Clidemia
- Comolia
- Comoliopsis
- Conostegia
- Creochiton
- Cyanandrium
- Cyphotheca
- Dactylocladus
- Desmoscelis
- Dicellandra
- Dichaetanthera
- Diplarpea
- Diplectria
- Dissochaeta
- Dissotis
- Dolichoura
- Driessenia
- Enaulophyton
- Eriocnema
- Ernestia
- Feliciadamia
- Fordiophyton
- Graffenrieda
- Gravesia
- Henriettea
- Heterocentron
- Heterotis
- Huberia
- Huilaea
- Icaria
- Itatiaia
- Kerriothyrsus
- Killipia
- Kirkbridea
- Lavoisiera
- Leandra
- Lijndenia
- Lithobium
- Loricalepis
- Macairea
- Macrocentrum
- Macrolenes
- Maguireanthus
- Maieta
- Mallophyton
- Marcetia
- Mecranium
- Medinilla
- Melastoma
- Melastomastrum
- Memecylon
- Meriania
- Merianthera
- Miconia
- Microlepis
- Microlicia
- Monochaetum
- Monolena
- Mouriri
- Moutabea
- Neblinanthera
- Necramium
- Neodriessenia
- Nepsera
- Nerophila
- Ochthephilus
- Ochthocharis
- Opisthocentra
- Osbeckia
- Ossaea
- Otanthera
- Oxyspora
- Pachyanthus
- Pachycentria
- Pachyloma
- Phainantha
- Phyllagathis
- Physeterostemon
- Pilocosta
- Plagiopetalum
- Pleiochiton
- Plethiandra
- Poikilogyne
- Poilannammia
- Poteranthera
- Preussiella
- Pseudodissochaeta
- Pseudosbeckia
- Pternandra
- Pterogastra
- Pterolepis
- Rhexia
- Rhynchanthera
- Rousseauxia
- Sagraea
- Salpinga
- Sandemania
- Sarcopyramis
- Schwackaea
- Scorpiothyrsus
- Siphanthera
- Sonerila
- Spathandra
- Sporoxeia
- Stenodon
- Stussenia
- Styrophyton
- Svitramia
- Tateanthus
- Tessmannianthus
- Tetrazygia
- Tibouchina
- Tibouchinopsis
- Tigridiopalma
- Tococa
- Topobea
- Trembleya
- Triolena
- Tristemma
- Tryssophyton
- Warneckea
- Vietsenia
- Votomita
- Wurdastom